# Palaeorhiza pembertoni
Palaeorhiza pembertoni är en biart som beskrevs av Hirashima 1981. Palaeorhiza pembertoni ingår i släktet Palaeorhiza och familjen korttungebin. Inga underarter finns listade i Catalogue of Life.